# تمرینات ایزوکنتیک
در تمرینات ایزوکنتیک حین انقباض عضله، طول عضله تغییر نموده در حالی که انقباض با یک سرعت ثابت انجام می‌گیرد. این حرکات که به وسیله دستگاه‌های مخصوص قابل انجام اند از نظر تئوری در سرتاسر دامنه حرکت حداکثر فشار را به عضله حرکت دهنده اصلی وارد می‌کند. مقاومت ایجاد شده به وسیله دستگاه در حین تمرین بدون توجه به گشتاوری که ورزشکار اعمال می‌نماید، فقط با یک سرعت ثابت از پیش تعیین شده حرکت می‌نماید؛ بنابراین،  می‌شویم که آنچه در تمرینات ایزوکنتیک اهمیت دارد سرعتی است که مقاومت با آن حرکت می‌کند و نه مقاومت به تنهایی.
دستگاه‌های ایزوکنتیک مختلفی وجود دارند، سیستم رایانه ای تمرینی آریال، مینی جیم، بیودکس، سایبکس، آورتورون، لیدو، میراک و کینکام از متداول‌ترین دستگاه‌های ایزوکنتیک می‌باشند. دستگاه‌های ایزوکنتیک از فشار هیدرولیکی بادی و مکانیکی برای ایجاد حرکت با سرعت ثابت استفاده می‌نمایند. همچنین اکثر دستگاه‌های ایزوکنتیک قادرند تا برای تمرین دادن یک عضله، سرعت هر دو نوع انقباض برونگرا و درونگرا را در یک سرعت ثابت نگاه دارند (به عنوان مثال در حرکت جمع کردن جلو بازو 180 Dps – درجه بر ثانیه – برای بالا آوردن دست‌ها و 90 Dps برای پایین رفتن).
دستگاه‌های ایزوکنتیک به نحوی طراحی گردیده‌اند که صرف نظر از اینکه چه مقدار نیرو اعمال می‌گردد، بتوان مقاومت را تنها با یک سرعت ثابت به حرکت درآورد. طبیعتاً در حین انجام تمرین ایزوکنتیک به کار بردن نیروی بیشتر علیه مقاومت (حداکثر تلاش) ضروری است، تا به این ترتیب کسب قدرت به حداکثر برسد. البته از آنجا که دستگاه‌های ایزوکنتیک در برابر هر مقدار نیروی اعمال شده با سرعت ثابتی حرکت می‌نمایند لذا به سادگی می‌توان خود را فریب داد و حداکثر تلاش را انجام نداد.
به علت قیمت زیاد دستگاه‌های ایزوکنتیک و نیز نیاز به نیروی متخصص برای نگهداری منظم و بهینه‌سازی نرم‌افزاری این دستگاه‌ها، استفاده از این دستگاه‌ها به جهت تمرین مقاومتی، را در ایران غیرممکن نموده‌است. به همین جهت از ایزوکنتیک بیشتر به عنوان تشخیص و بازتوانی در مراکز فیزیوتراپی استفاده می‌شود.

## برنامه‌ریزی جهت تمرینات ایزوکنتیک
برای انجام تمرینات ایزوکنتیک، از دستگاه (دینامومتر)های ایزوکنتیک استفاده می‌شود. اگر این دستگاه‌های در دسترس نباشند، ورزشکار می‌تواند به کمک حریف تمرینی خود که مقاومت قابل تعدیلی را در برابر حرکت اعمال کند، مدد جوید. با وجود این استفاده از دستگاه اولویت دارد.
انجام تمرین ایزوکنتیک با توجه به اهداف ورزشکار در سرعتهای بین ۲۴ تا ۳۰۰ Dps (درجه بر ثانیه) توصیه می‌شود. به نظر می‌رسد که اثرات قابل انتقال این تمرینات هنگامی که ورزشکار با سرعتهای بالا (۱۸۰ تا ۳۰۰ Dps) تمرین می‌کند، بیشتر از هنگامی است که تمرین با سرعتهای پایین (۳۰ تا ۶۰ Dps) انجام می‌شود.
| اهداف                    | شدت           | تکرارها    | ست‌ها | سرعت انجام                | تعداد جلسات در هفته | طول برنامه     |
| افزایش قدرت ایزوکنتیک    | حداکثر انقباض | ۲ – ۱۵     | ۳    | ۲۴ تا 180 Dps             | ۳ تا ۵ روز در هفته  | ۶ هفته و بیشتر |
| افزایش استقامت ایزوکنتیک | حداکثر انقباض | تا ناتوانی | ۱    | مساوی یا بیشتر از 180 Dps | ۳ تا ۵ روز در هفته  | ۶ هفته و بیشتر |